# Juan Bautista Alberdi
Juan Bautista Alberdi (San Miguel de Tucumán, 29 d'agost de 1810 - Neuilly-sud-Seine, França, 19 de juny de 1884) va ser un advocat, jurista, economista, polític, estadista, diplomàtic, escriptor i músic argentí, autor intel·lectual de la Constitució Argentina de 1853.

## Naixement i família

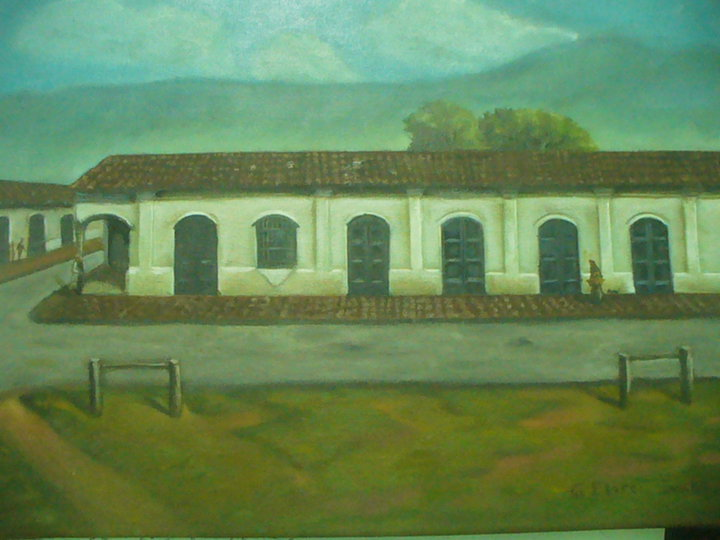
Casa Natal de J.B.Alberdi (oli)

El seu pare, Salvador Cayetano d'Alberdi Egaña, era un comerciant basc, nascut el 7 de juliol de 1757 en Guetaria, Guipúscoa, fill de Manuel Ventura d'Alberdi Elcano i Magdalena de Egaña Larzabal. Va ser amo d'una important pulperia, que havia dirigit una de les quatre companyies que va organitzar José Ignacio Garmendia i Alurralde per a la defensa de Buenos Aires en les Invasions Angleses. La seva mare, Josefa Aráoz i Balderrama, una criolla que va morir a causa del part de Juan Bautista, era membre d'una de les més importants famílies tucumanes.
La seva família va donar suport a la Revolució de Maig des dels seus inicis i el seu pare freqüentava al general Manuel Belgrano quan aquest estava al comandament de l'Exèrcit del Nord. Salvador Cayetano Alberdi Egaña va morir el 1822, i el seu fill Juan Bautista va quedar a cura dels seus germans majors.

## Estudis
Es va traslladar des de molt jove a Buenos Aires, on va estudiar en el Col·legi de Ciències Morales, gràcies a una beca d'estudi atorgada per la província de Buenos Aires. Va abandonar prematurament els seus estudis el 1824 a causa que no es va adaptar a les exigències de l'ensenyament. En aquests anys es va desenvolupar el seu gust per la música.
Es va emprar com a ajudant de comerç a la casa de Juan B. Maldes, que havia estat col·laborador del seu pare, i el negoci del qual es trobava enfront del Col·legi. Atès que veia diàriament als seus companys, aviat es va penedir i va reprendre els seus estudis, cursant en el departament de jurisprudència a la Universitat de Buenos Aires. Continuaria els seus estudis a la Universitat de Còrdova, encara que no els va completar en aquesta època: els continuaria a Montevideo el 1840 i obtindria el seu títol de doctor en jurisprudència durant la seva estada a Xile.
En aquests anys a Buenos Aires es va dedicar a la música i va compondre obres clàssiques de piano, guitarra i flauta per als seus amics. El 1832 va escriure el seu primer llibre,  El espíritu de la música.
El 1834 va viatjar a la seva província natal, detenint-se per rendir exàmens a Còrdova, obtenint el títol de batxiller en lleis. Aquest no ho habilitava per exercir la professió perquè per a això havia de cursar dos anys en l'Acadèmia de Pràctica Forense i rendir un examen davant la Cambra d'apel·lacions.
A Tucumán va col·laborar amb el governador Alejandro Heredia, a qui va dedicar un fullet titulat “Memòria descriptiva de Tucumán”. El cabdill tucumà li va oferir habilitar-ho per decret per a l'exercici professional i incorporar-ho a la legislatura perquè es quedés radicat a la seva província, però Alberdi es va negar, adduint que encara no era advocat i que volia doctorar-se a Buenos Aires.

## La generació del '37
A finals de 1835 va tornar a Buenos Aires, on es va unir a l'anomenat Saló Literari, fundat per Marcos Sastre i freqüentat per Juan María Gutiérrez, José Marbre, Miguel Cané (pare) entre altres joves, amb els quals es va vincular a l'anomenada generació del '37. Aquests intel·lectuals van adherir a les idees de la democràcia liberal i es van assumir com a continuadors de l'obra de la Revolució de Maig, propiciant una organització mixta del país com a resposta a l'enfrontament entre federals i unitaris.
El 1837, sent encara estudiant, va publicar el que pensava que seria la seva tesi doctoral: el Fragmento Preliminar al Estudio del Derecho, en què pretenia fer un diagnòstic de la situació nacional i les seves possibles solucions. Aquesta obra va estar influenciada pel corrent historicista que va fundar Friedrich Carl von Savigny a Alemanya i va ser la fundació de l'historicisme jurídic argentí, doctrina que considerava el sistema jurídic com un element dinàmic i contínuament progressiu de la vida social.
Aquest mateix any va editar un periòdic, La moda, del qual es van publicar en total vint-i-tres numeros. Estava dedicat a divulgar l'evolució de la moda a Europa: vestimenta femenina i masculina, música, poesia, literatura i costums. Alberdi escrivia sota el sobrenom de "Figarillo".

## L'oposició a Roses
El novembre de 1838, a causa de la seva negativa a prestar jurament al règim del governador de la província de Buenos Aires, Juan Manuel de Rosas i a la persecució de la Mazorca -organització para-policial creada per Rosas per atemorir als seus adversaris- es va dissoldre el Saló Literari, formant-se una lògia anomenada "La joven Argentina", els estatuts de la qual van ser confiats a Alberdi.
La persecució de part de Rosas va portar a l'exili a la majoria dels seus membres en països limítrofs. Alberdi va fer el mateix, exiliant-se a Montevideo. Deixava a Buenos Aires una amant i un fill nounat al que mai va reconèixer: es deia Manuel i l'esmentaria anys més tard en el seu testament com "el meu parent".

## Exili

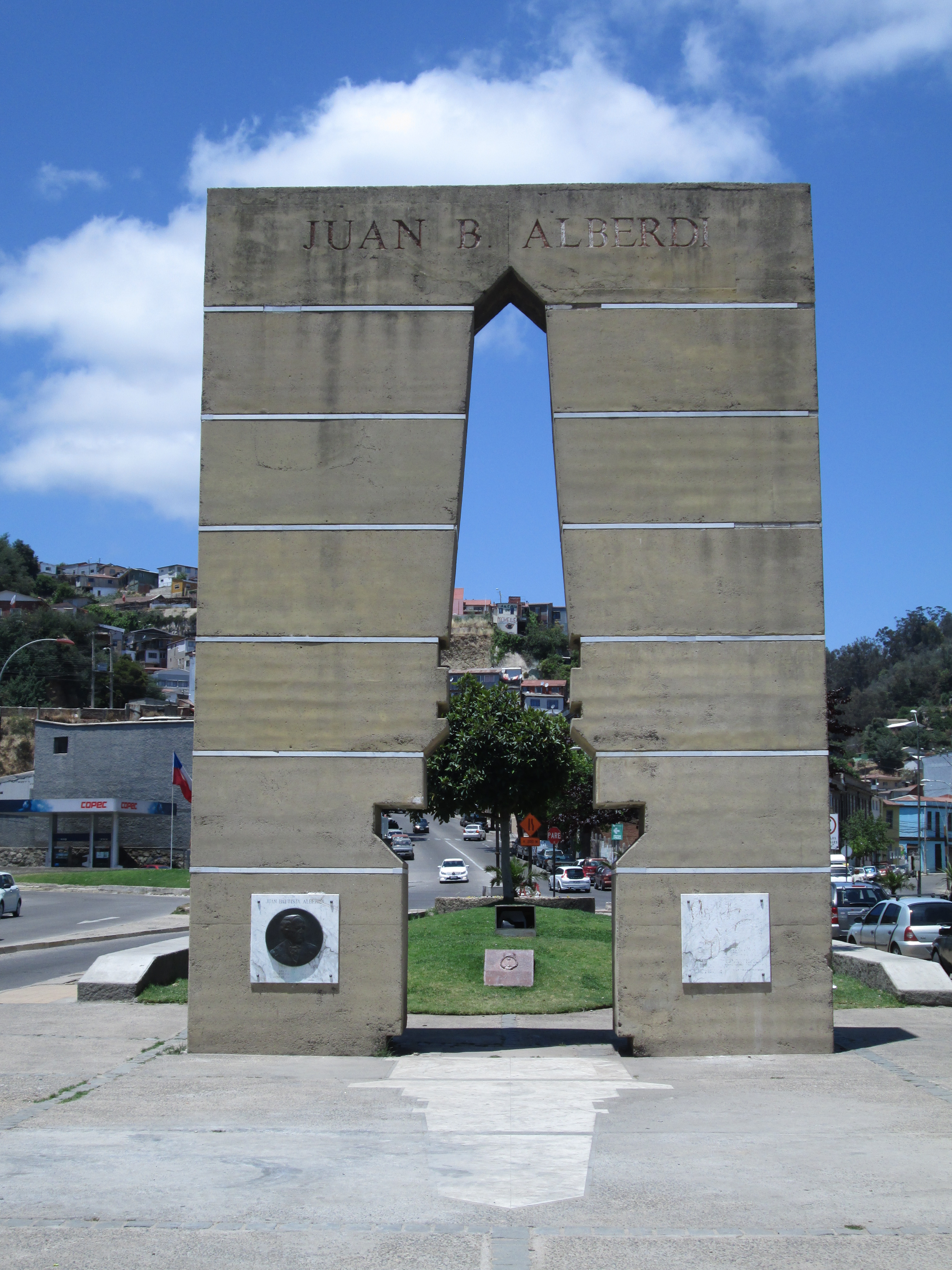
Monument a Juan B. Alberdi a l'avinguda Argentina de Valparaíso, abans avinguda de les Delícies durant el.

A Montevideo va portar les idees d'organització nacional i constitucionalisme portant en el seu equipatge els estatuts de la nova associació, que s'editarien després amb el nom de "Dogma Socialista".
A Montevideo va treballar com a advocat i periodista donant suport a la intervenció francesa contra el govern de Roses i escrivint articles en diversos periòdics, donant suport a les accions militars d'aquest país contra el seu. També va ser secretari del general Juan Lavalle, de qui es va allunyar a causa de diferències polítiques. En aquest període va escriure les seves dues obres de teatre: La Revolución de Mayo i El gigante Amapolas, sàtira sobre el règim rosista i caudillista.
A Montevideo va contribuir amb el periòdic El Iniciador, on escrivien altres exiliats argentins, i El Corsario, entre d'altres.
El 1843, durant el setge militar de Montevideo per un exèrcit comandat per Oribe però subvencionat per Rosas, va aconseguir escapar disfressat de mariner francès i es va traslladar a Europa acompanyat pel seu amic Juan María Gutiérrez. Va residir a París diversos mesos on va estudiar "L'Esperit de les Lleis" de Montesquieu, obra que va servir de model per a les Constitucions de l'Argentina, Estats Units i altres joves nacions americanes. A París va conèixer al general José de San Martín.
Va tornar aquest mateix any a Amèrica instal·lant-se a Valparaíso, Xile, on va revalidar el seu títol i va exercir com a advocat guanyant enorme prestigi. Allí va presentar la seva tesi doctoral, que va portar per títol 'Sobre la conveniencia y objetos de un Congreso General Americano', on Alberdi va exposar la idea d'una unió americana per mitjà d'eines tals com una unió duanera. Va adquirir la finca Las Delícias i es va posar en contacte amb Domingo Faustino Sarmiento, cap de l'emigració argentina a Xile. Va escriure nombrosos articles costumistes en els periòdics xilens amb el pseudònim de Figarillo.
A Xile es va dedicar a estudiar la constitució dels Estats Units, amb la idea de copiar el que es pogués per la de l'Argentina, quan arribés el cas de sancionar-la. Volia estar preparat para quan es tornés a discutir la constitució argentina a la qual s'oposava el règim rosista. Però va utilitzar una mala traducció, de manera que va interpretar erròniament diversos passatges.

## La Constitució de 1853

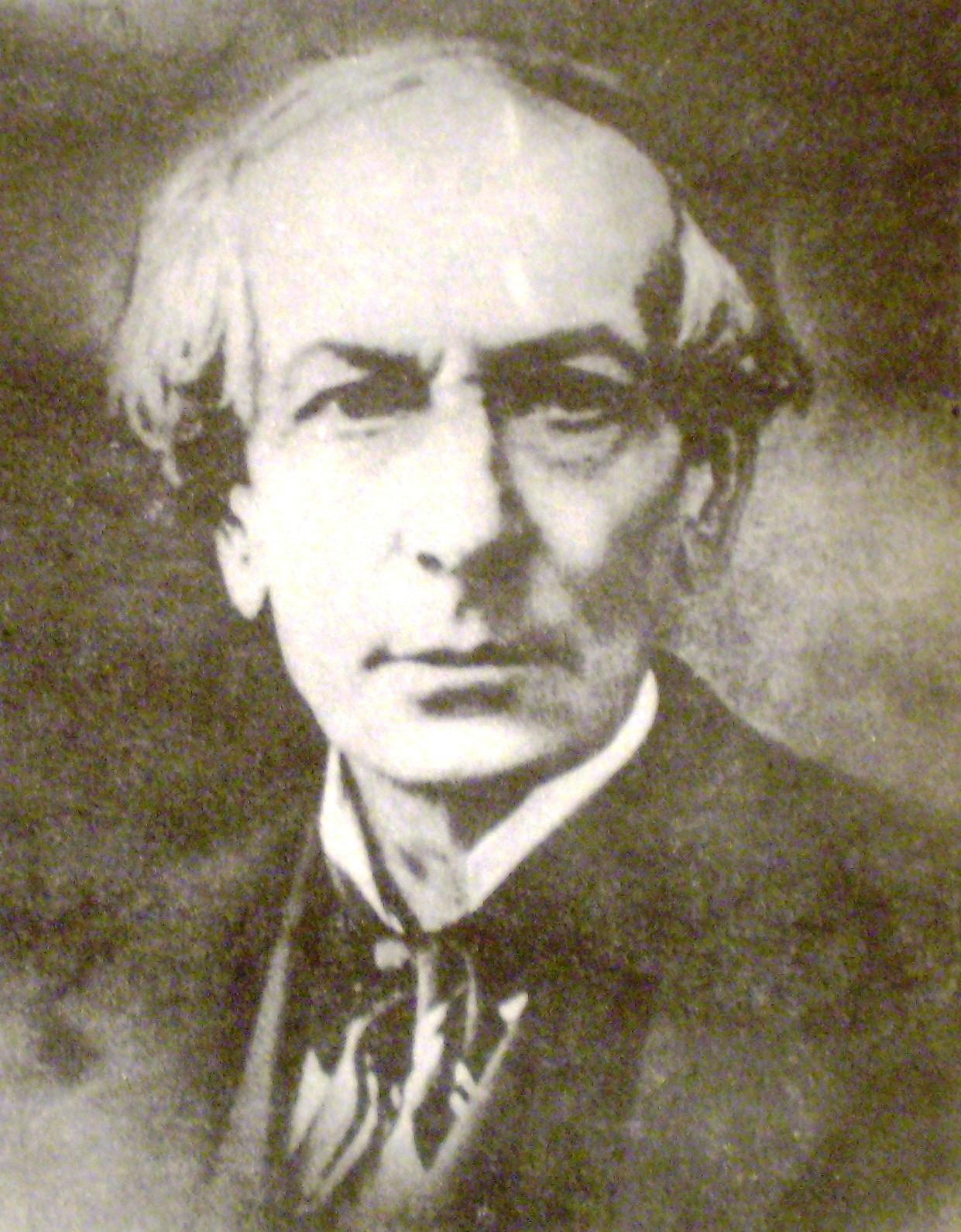
Juan Bautista Alberdi.

Produïda la derrota de Rosas a conseqüència de la batalla de Caseros, el 3 de febrer de 1852, immediatament es va posar a escriure un tractat sobre la futura constitució argentina. Aquesta va ser la seva principal obra a la qual va denominar les Bases y Puntos de Partida para la Organización Política de la República Argentina, tractat de dret públic editat per la impremta del periòdic El Mercuri, de Valparaíso. Aquest llibre el va portar a la fama, va trigar amb prou feines un parell de setmanes a escriure-ho i ho va publicar al maig d'aquest mateix any. Mesos després ho reeditaria amb ampliacions, incloent un projecte de Constitució, basat en la Constitució Argentina de 1826 i en la dels Estats Units.
El 1853 va publicar un tractat complementari de bases, anomenat Elementos de derecho público provincial argentino.
Tot l'ideari alberdiano va tenir com a fonament el liberalisme tant polític com econòmic.
Enfront d'un país gairebé despoblat, la seva principal preocupació va ser la seva població. A tal fi va afavorir la immigració europea, especialment dels pobles del nord.
A les Bases va escriure el seu lema central: Governar és poblar.
Forts van ser les seves crítiques a l'estatisme de l'herència colonial hispana, principal barrera, en la seva opinió, al progrés de l'Amèrica independent.
En el seu llibre Sistema económico y rentístico de la Confederación Argentina, que també va ser una obra complementària de les "Bases", va expressar clarament el seu pensament com a jurista i com a economista:
Els constituents que es van reunir en Santa Fe, entre els redactors de la qual es trobava el seu amic Gutiérrez, van sancionar la Constitució Argentina de 1853 sobre la base del text de les Bases d'Alberdi.
En aquesta època es va creuar amb Domingo Faustino Sarmiento en una polèmica ideològica —limitada dins del liberalisme— plasmada en les Ciento y una del sanjuanino i les Cartas quillotanas del tucumà. En aquest debat entre els dos més importants iuspublicistes argentins, tots dos van mostrar els seus dots d'estadistes, les seves semblances i les seves diferències polítiques. Tots dos van ser els pares de la Constitució Argentina de 1853/60 que va culminar amb el poder constituent originari d'aquest estat.

## La diplomàcia a Europa
El president Justo José de Urquiza li va oferir a Alberdi el càrrec de Ministre d'Hisenda del seu país, però el va rebutjar. En canvi, va acceptar funcions diplomàtiques a Europa a partir de 1855. Urquiza li va encarregar la missió d'obtenir a Europa el reconeixement de la Confederació Argentina sota la nova Constitució i evitar el reconeixement de l'Estat de Buenos Aires, escindit de la Confederació, com a nació independent, missió que Alberdi va complir amb èxit i que li va valer els retrets del general Bartolomé Mitre i de Domingo Faustino Sarmiento, tírria aprofundida després per l'oposició frontal d'Alberdi a la Guerra de la Triple Aliança, actitud que li va valer ser qualificat com a "traïdor".
El 1862, Alberdi va publicar a França la seva obra De la anarquía y sus dos causas principales, del gobierno y sus dos elementos necesarios en la República Argentina, con motivos de su reorganización por Buenos Aires, on analitzava la problemàtica situació del país i les seves arrels històriques.

## La diputació per Tucumán
Les seves gestions en l'exterior van ser interrompudes a partir de l'organització de la República, el 1862 en assumir la presidència Mitre, triomfant sobre Urquiza a Pavón. Va tornar a establir-se a Argentina el 16 de setembre de 1878 en ser triat com a diputat al Congrés Nacional per la seva província. Al seu retorn es va reconciliar amb Sarmiento.
En tal qualitat assistirà a la lluita per la successió presidencial desfermada el 1880 quan el governador de Buenos Aires, Carlos Tejedor es revoltà contra el president Nicolás Avellaneda. Aquest últim trasllada la seu del govern a la població de Belgrano sent seguit per una part del congrés, actitud que no fou compartida per Alberdi. Al vèncer Avellaneda en la contesa, Buenos Aires va ser declarada Capital de la Nació per llei que va ser confirmada per la legislatura provincial. Els diputats que no van acompanyar al president van ser declarats cessants.
Durant aquest època va ser designat doctor honoris causa per la Facultat de Dret i en tal caràcter va assistir a la col·lació de graus celebrada el 24 de maig de 1880, acte en el qual estava convidat a usar de la paraula, però no podent fer-ho per raó de la seva delicada salut, va lliurar el seu discurs a un dels graduats, Enrique García Merou, que després seria el seu biògraf. La dissertació es va titular i després es va editar sota el títol de "La omnipotencia del Estadi es la negación de la libertad individual" en la qual resumia les seves idees sobre la doctrina de l'estat omnipotent a la qual oposava la tesi cristiana que consagra el valor inviolable de la llibertat i la personalitat humana, base del progrés i la civilització.
Mitre, avivant vells rancors encunyats en la seva posició crítica al conflicte bèl·lic amb el Paraguai que va originar un altre dels llibres alberdins més difosos anomenat "El crimen de la guerra", es va obstinar a desacreditar-ho per mitjà del diari La Nación, es va oposar a la iniciativa d'imprimir les seves obres completes per part de l'Estat Nacional mitjançant un projecte de llei que el president Julio Argentino Roca, successor de Avellaneda, envià al Congrés i al seu nomenament com a ambaixador a França. Les obres van ser editades, però al senat no va obtenir el consens necessari per a la designació diplomàtica.
Aclaparat per aquesta circumstància, Alberdi va marxar novament a França.

## Defunció i desti de les seves restes

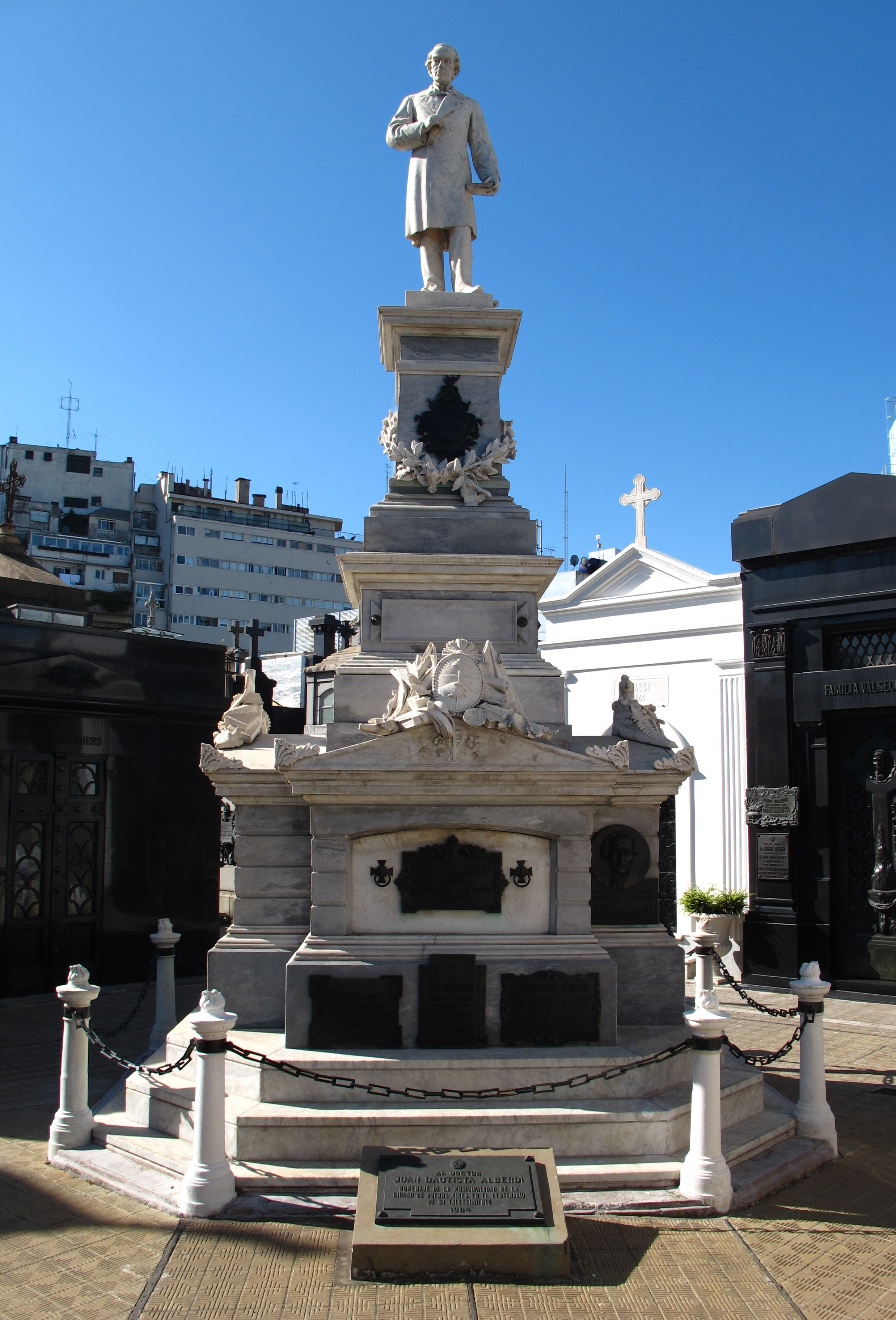
Cenotafi de Juan Bautista Alberdi al cementiri de la Recoleta, mausoleu actualment conservat com a monument.

Va morir en Neuilly-sud-Seine, suburbi de París, el 19 de juny de 1884, a l'edat de 73 anys, rebent cristiana sepultura les seves restes al cementiri d'aquesta localitat.
El polític havia adquirit prèviament una tomba, amb bust i làpida inclosos, al cementiri parisenc de Père Lachaise, però, per decisió dels seus marmessors, les seves restes mai van arribar a ocupar-la. Encara que buida, aquesta tomba de París roman en peus, la qual cosa de vegades segueix sent causa de confusió a pesar que no figura en les guies oficials d'aquesta famosa necròpoli.
El 27 d'abril de 1889 les seves restes van ser exhumades per ser repatriats per decret del president Miguel Juárez Celman. Embarcats el 28 de maig de 1889 a bord del vapor "Azopardo", es van traslladar en principi a la Catedral de Buenos Aires, on se li van rendir honors fins al 5 de juny, data en què es van situar en la volta de la família Ledesma al Cementiri de la Recoleta, que els va albergar fins a ser dipositats en el mausoleu erigit en un terreny donat per la Municipalitat.
Actualment, Alberdi compta amb dos cenotafis, en cap dels quals està soterrat: les seves restes reposen en un nínxol especialment construït a la casa de govern de Tucumán, la seva província natal.
El 29 d'agost es commemora a l'Argentina el Dia de l'advocat en honor del seu naixement.

## Obra d'Alberdi
(Llistat no exhaustiu)
- Fragmento Preliminar al estudio del derecho (1837)
- Predicar en desiertos (1838)
- Reacción contra el españolismo (1838)
- La generación presente a la faz de la generación pasada (1838)
- La Revolución de Mayo (1839)
- El gigante Amapolas y sus formidables enemigos, o sea fastos dramáticos de una guerra memorable (1842)
- Ideas para presidir a la confección del curso de filosofía contemporánea (1842)
- Memoria sobre la conveniencia y objetos de un Congreso General Americano (1844)
- Bases y puntos de partida para la organización política de la República Argentina (1852)
- Elementos de derecho público provincial para la República Argentina (1853)
- Sistema económico y rentístico de la Confederación Argentina (1854)
- De la anarquía y sus dos causas principales, del gobierno y sus dos elementos necesarios en la República Argentina, con motivos de su reorganización por Buenos Aires (1862)
- El crimen de la guerra (1870)
- Peregrinación de Luz del Día en América (1871)
- La Omnipotencia del Estado es la Negación de la Libertad Individual (1880)
- Grandes y Pequeños Hombres del Plata (1879)
- República Argentina (1880)
- Obras completas, Buenos Aires, La Tribuna Nacional 1886, 8 tomos
- Obras selectas, Buenos Aires, La Facultad, 1920